# Зобнино (Ивановская область)
Зо́бнино — село в Кинешемском районе Ивановской области России. Административно входит в состав Шилекшинского сельского поселения.

## География
Село расположено в северо-восточной части Ивановской области, в зоне хвойно-широколиственных лесов, в пределах северо-восточной оконечности Среднерусской возвышенности, на правом берегу реки Ёлнати, вблизи автомобильной дороги регионального значения 24Н-327 Кинешма — Батманы — Шилекша. Расстояние до районного центра, города Кинешмы, составляет около 34 км по прямой к юго-востоку. Абсолютная высота местности — 106 метров над уровнем моря.

### Климат
Климат характеризуется как умеренно континентальный, с холодной, продолжительной и снежной зимой и умеренно жарким, влажным летом. Среднегодовая температура воздуха составляет +3,1 °C. Средняя температура воздуха самого холодного месяца (января) равна −11,7 °C (абсолютный минимум — −45 °C), а средняя температура самого тёплого месяца (июля) — +18,2 °C (абсолютный максимум — +38 °C). Период с температурой воздуха выше +10 °C длится примерно 122 дня. Годовое количество атмосферных осадков — около 595 мм, из которых порядка 402 мм выпадает в тёплый период с апреля по октябрь.

### Часовой пояс
Село Зобнино, как и вся Ивановская область, находится в часовой зоне МСК (московское время). Смещение применяемого времени относительно UTC составляет +3:00.

## История
Каменная Успенская церковь с колокольней была возведена в селе в 1816 году на средства прихожан. Церковь была обнесена каменной оградой, рядом располагалось кладбище. Храм имел три престола: главный — в честь Успения Пресвятой Богородицы, и придельные — во имя святого Иоанна Предтечи и святителя Николая Чудотворца.
Существуют устойчивые местные предания, связывающие историю села и соседней деревни Трегубихи с именем полководца Александра Васильевича Суворова, однако документальные подтверждения этим сведениям в авторитетных научных источниках пока не обнаружены. Согласно этим преданиям, Трегубиха была родовым имением матери полководца, Авдотьи Федосеевны (урождённой Мануковой), которая часто проживала здесь с детьми. Считается, что строительство каменной Успенской церкви в Зобнине, возведённой взамен старой деревянной, частично финансировалось семьёй Суворовых. Также предания гласят, что мать полководца была похоронена на кладбище у зобнинской церкви. В пользу связи с Суворовым местные краеведы приводят сохранившиеся в окрестностях топонимы (например, «Суворовские болота») и устные указания на местоположение предполагаемой усадьбы. Исторически земли в районе Зобнина относились к категории дворцовых.
Название села, по одной из местных версий, происходит от слова «зобенка» — большой плетеной корзины для сена; жители издавна славились искусством лозоплетения. Существует легенда о том, как А. В. Суворов заказал в Зобнине несколько тысяч плетёных ранцев для своих солдат.
В конце XIX — начале XX века село входило в состав Шевалдовской волости Кинешемского уезда Костромской губернии. С 1918 года — в составе Иваново-Вознесенской губернии. В этот период в селе развивалось местное производство, связанное, в частности, с деятельностью фабриканта Ф. Ф. Мелузникова.
С 1929 года село являлось центром Зобнинского сельсовета Кинешемского района в составе Ивановской Промышленной области (с 1936 года — Ивановской области). В период с 1935 по 1970 год село входило в состав Лухского района. С 2005 года Зобнино включено в Шилекшинское сельское поселение Кинешемского муниципального района.

## Население
| 1872 | 1897 | 2002 | 2010 |
| ---- | ---- | ---- | ---- |
| 24   | ↘22  | ↗325 | ↘289 |

По данным местных источников на 2016 год, в селе проживало около 300 человек. Отмечался интерес к покупке домов со стороны приезжих (в том числе дачников из Москвы) и относительно стабильная демографическая ситуация по сравнению с общими тенденциями в регионе.

### Национальный состав
Согласно результатам переписи 2002 года, в национальной структуре населения русские составляли 99 % от 325 жителей.

## Экономика и инфраструктура
После распада местного колхоза основным источником занятости для жителей Зобнина стала работа в соседних населённых пунктах, в частности, в колонии-поселении в Шилекше и на сельскохозяйственном предприятии в Решме. В селе функционируют два магазина, фельдшерско-акушерский пункт, отделение почтовой связи и детский сад. Общеобразовательная школа была закрыта в начале 2000-х годов; ученики доставляются школьными автобусами в образовательные учреждения сёл Батманы, Дьячево и Шилекши. По состоянию на 2016 год село было подключено к сети Интернет, однако газификация отсутствует, для отопления домов используются дрова. В селе имеется жилой фонд с централизованным водоснабжением и канализацией (частично в т. н. «монолитном доме») . Отмечается значительное сокращение поголовья крупного рогатого скота в личных подсобных хозяйствах по сравнению с советским периодом.

## Культура и общественная жизнь
Центром культурной и общественной жизни села служат библиотека и сельский клуб, расположенные в одном здании. Библиотека, отметившая в 2016 году 65-летний юбилей (руководитель — Н. В. Бородина, также депутат районного Совета), и клуб (заведующая — Н. Ю. Матюшина) организуют совместные мероприятия: праздники, концерты, театральные постановки. В помещениях действуют кружки рукоделия (шитье, вязание, бисероплетение, бумагопластика), проводятся занятия фитнесом, работает клуб «Ветеран», собираются совет ветеранов и совет женщин. Священник из села Батманы (отец Владимир) проводит занятия по основам православия. Село отличается активной спортивной жизнью: проводятся тренировки и соревнования по футболу, волейболу, настольному теннису, организуются походы и туристические слёты под руководством местного тренера-преподавателя П. К. Пигарева. Местные жители активно участвуют в общественной жизни и культурных мероприятиях.

## Достопримечательности
- Недействующая Церковь Успения Пресвятой Богородицы (1816) — памятник архитектуры эпохи классицизма[16]. Храм находится в руинированном состоянии.
- Комплекс зданий бывшего фабриканта Фёдора Фёдоровича Мелузникова (конец XIX — начало XX века). Наиболее примечателен его бывший жилой дом, отличающийся хорошей сохранностью и характерной архитектурой. В этом здании долгое время размещалась сельская школа, которая была закрыта в начале 2000-х годов из-за малого числа учеников[12]. Рядом могут находиться остатки связанных с ним производственных или складских построек[12].